# ريجيس (لاعب كرة قدم)
ريجيس (بالبرتغالية: Reginaldo Paes Leme‏) هو لاعب كرة قدم برازيلي في مركز حراسة المرمى، ولد في 23 أبريل 1965 في إيتومبيارا في البرازيل. شارك مع منتخب البرازيل لكرة القدم. أما مع النوادي، فقد لعب مع سبورتينغ براغا ونادي بارانا ونادي فاسكو دا غاما ونادي كوريتيبا.

## وصلات خارجية
- ريجيس (لاعب كرة قدم) على موقع قاعدة بيانات كرة القدم.إي يو (الإنجليزية)
- ريجيس (لاعب كرة قدم) على موقع ناشيونال فوتبول تيمز (الإنجليزية)